# Barry Rigal
Barry Rigal (ur.  1958 – Londyn) – brytyjski brydżysta mieszkający w USA.
Jego żoną jest Susan Picus, z którą tworzą parę mikstową.
Jest autorem wielu pozycji brydżowych oraz komentatorem brydżowym.

## Wyniki brydżowe

### Zawody światowe
W światowych zawodach zdobył następujące lokaty:
| Mistrzostwa Świata. Konkurencja teamów | Mistrzostwa Świata. Konkurencja teamów | Mistrzostwa Świata. Konkurencja teamów | Mistrzostwa Świata. Konkurencja teamów | Mistrzostwa Świata. Konkurencja teamów | Mistrzostwa Świata. Konkurencja teamów |
| Rok                                    | Miejsce                                | Zawody                                 | Kategoria                              | Drużyna                                | Pozycja                                |
| -------------------------------------- | -------------------------------------- | -------------------------------------- | -------------------------------------- | -------------------------------------- | -------------------------------------- |
| 2010                                   | Filadelfia                             | 13. Seria Mistrzostw Świata            | Open                                   | Rigal                                  | 113                                    |
| 2006                                   | Werona                                 | 12. Mistrzostwa Świata                 | Open                                   | Rogoff                                 | 97                                     |
| 2002                                   | Montreal                               | 11. Mistrzostwa Świata                 | Open                                   | Rigal                                  | 9                                      |
| 1998                                   | Lille                                  | 10. Mistrzostwa Świata                 | Open                                   | Rigal                                  | 161                                    |

| Mistrzostwa Świata. Konkurencja par | Mistrzostwa Świata. Konkurencja par | Mistrzostwa Świata. Konkurencja par | Mistrzostwa Świata. Konkurencja par | Mistrzostwa Świata. Konkurencja par | Mistrzostwa Świata. Konkurencja par |
| Rok                                 | Miejsce                             | Zawody                              | Kategoria                           | Partner                             | Pozycja                             |
| ----------------------------------- | ----------------------------------- | ----------------------------------- | ----------------------------------- | ----------------------------------- | ----------------------------------- |
| 2010                                | Filadelfia                          | 13. Mistrzostwa Świata              | Miksty                              | Sue Picus                           | 218                                 |
| 2006                                | Werona                              | 12. Mistrzostwa Świata              | Miksty                              | Sue Picus                           | 11                                  |
| 2002                                | Montreal                            | 11. Mistrzostwa Świata              | Miksty                              | Sue Picus                           | 22                                  |
| 1998                                | Lille                               | 10. Mistrzostwa Świata              | Miksty                              | Sue Picus                           | 33                                  |
| 1994                                | Albuquerque                         | 9. Mistrzostwa Świata               | Miksty                              | Sue Picus                           | 12                                  |
| 1990                                | Genewa                              | 8. Mistrzostwa Świata               | Miksty                              | Sue Picus                           | 33                                  |
| 1986                                | Miami Beach                         | 7. Mistrzostwa Świata               | Miksty                              | Kitty Bethe                         | 4                                   |

### Zawody europejskie
W europejskich zawodach zdobył następujące lokaty:
| Zawody europejskie. Konkurencja teamów | Zawody europejskie. Konkurencja teamów | Zawody europejskie. Konkurencja teamów   | Zawody europejskie. Konkurencja teamów | Zawody europejskie. Konkurencja teamów | Zawody europejskie. Konkurencja teamów |
| Rok                                    | Miejsce                                | Zawody                                   | Kategoria                              | Drużyna                                | Pozycja                                |
| -------------------------------------- | -------------------------------------- | ---------------------------------------- | -------------------------------------- | -------------------------------------- | -------------------------------------- |
| 1982                                   | Salsomaggiore                          | 8. Młodzieżowe Mistrzostwa Europy Teamów | Juniorzy                               | Great Britain                          | 2                                      |

## Klasyfikacja
- Barry Rigal – klasyfikacja WBF (ang.)